# Japan i olympiska sommarspelen 2008
Japan deltog i olympiska sommarspelen 2008 med 149 tävlande i 16 olika sporter.

## Badminton
- Huvudartikel: Badminton vid olympiska sommarspelen 2008
- Herrar

| Namn                            | Gren   | 32-delsfinal | 16-delsfinal | 8-delsfinal                               | Kvartsfinal | Semifinal | Final    | Final |
| Namn                            | Gren   | Resultat     | Resultat     | Resultat                                  | Resultat    | Resultat  | Resultat | Plats |
| ------------------------------- | ------ | ------------ | ------------ | ----------------------------------------- | ----------- | --------- | -------- | ----- |
| Shoji Sato                      | Singel |              |              |                                           |             |           |          |       |
| Shintaro Ikeda Shuichi Sakamoto | Dubbel |              |              | Koo Kien Keat Tan Boon Heong (MAS)        |             |           |          |       |
| Keita Masuda Tadashi Ohtsuka    | Dubbel |              |              | Luluk Hadiyanto och Alvent Yulianto (INA) |             |           |          |       |

- Damer

| Namn                         | Gren   | 32-delsfinal              | 16-delsfinal | 8-delsfinal                                                         | Kvartsfinal                                        | Semifinal                                          | Final    | Final |
| Namn                         | Gren   | Resultat                  | Resultat     | Resultat                                                            | Resultat                                           | Resultat                                           | Resultat | Plats |
| ---------------------------- | ------ | ------------------------- | ------------ | ------------------------------------------------------------------- | -------------------------------------------------- | -------------------------------------------------- | -------- | ----- |
| Eriko Hirose                 | Singel | Ragna Ingólfsdóttir (ISL) |              |                                                                     |                                                    |                                                    |          |       |
| Miyuki Maeda Satoko Suetsuna | Dubbel |                           |              | Tania Luiz and Eugenia Tanaka (AUS) W 4-21 8-21                     | Yang Wei och Zhang Jiewen (CHN) W 21-8 21-23 14-21 | Lee Kyung-won and Lee Hyo-jung (KOR) L 20-22 15-21 |          |       |
| Kumiko Ogura Reiko Shiota    | Dubbel |                           |              | Lena Frier Kristiansen och Kamilla Rytter (DEN) W 21-18 14-21 18-21 | Du Jing and Yu Yang (CHN) L 8-21 5-21              |                                                    |          |       |

## Baseball
- Huvudartikel: Baseboll vid olympiska sommarspelen 2008

| Lag           | G | W | L | RS | RA | Vinst% | GB | Tiebreaker |
| ------------- | - | - | - | -- | -- | ------ | -- | ---------- |
| Sydkorea      | 7 | 7 | 0 | 41 | 22 | 100%   | -  | -          |
| Kuba          | 7 | 6 | 1 | 52 | 23 | 85,7%  | 1  | -          |
| USA           | 7 | 5 | 2 | 40 | 22 | 71,4%  | 2  | -          |
| Japan         | 7 | 4 | 3 | 30 | 14 | 57,1%  | 3  | -          |
| Taiwan        | 7 | 2 | 5 | 29 | 33 | 28,6%  | 5  | 1-0        |
| Kanada        | 7 | 2 | 5 | 29 | 20 | 28,6%  | 5  | 0-1        |
| Nederländerna | 7 | 1 | 6 | 9  | 50 | 14,3%  | 6  | 1-0        |
| Kina          | 7 | 1 | 6 | 14 | 60 | 14,3%  | 6  | 0-1        |

Semifinaler
- 22 augusti  Sydkorea 6 – 2  Japan

## Bordtennis
- Huvudartikel: Bordtennis vid olympiska sommarspelen 2008
- Singel, herrar

| Idrottare       | Gren   | Grundomgång          | Omgång 1             | Omgång 2             | Omgång 3             | Omgång 4             | Kvartsfinal          | Semifinal            | Final                |
| Idrottare       | Gren   | Motståndare Resultat | Motståndare Resultat | Motståndare Resultat | Motståndare Resultat | Motståndare Resultat | Motståndare Resultat | Motståndare Resultat | Motståndare Resultat |
| --------------- | ------ | -------------------- | -------------------- | -------------------- | -------------------- | -------------------- | -------------------- | -------------------- | -------------------- |
| Seiya Kishikawa | Singel | Bye                  | Zhang (CAN) W 4-2    | Tan (CRO) L 1-4      | Gick inte vidare     | Gick inte vidare     | Gick inte vidare     | Gick inte vidare     | Gick inte vidare     |
| Jun Mizutani    | Singel | Bye                  | Bye                  | Eloi (FRA) W 4-3     | Kreanga (GRE) L 1-4  | Gick inte vidare     | Gick inte vidare     | Gick inte vidare     | Gick inte vidare     |
| Kan Yo          | Singel | Bye                  | Bye                  | Bye                  | Smirnov (RUS) W 4-1  | Wang (CHN) L 1-4     | Gick inte vidare     | Gick inte vidare     | Gick inte vidare     |

- Lag, herrar

| Lag      | Poäng | Matcher | Vinster | Förluster | GW | GL |
| -------- | ----- | ------- | ------- | --------- | -- | -- |
| Japan    | 6     | 3       | 3       | 0         | 9  | 0  |
| Hongkong | 5     | 3       | 2       | 1         | 6  | 4  |
| Nigeria  | 4     | 3       | 1       | 2         | 3  | 8  |
| Ryssland | 3     | 3       | 0       | 3         | 3  | 9  |

13 augusti
| Japan | 3–0 | Nigeria  |
| Japan | 3–0 | Ryssland |

14 augusti
| Hongkong | 0–3 | Japan |

|  | Semifinaler | Semifinaler | Semifinaler | Semifinaler | Semifinaler |   |   | Final | Final | Final | Final | Final |  |
|  |             |             |             |             |             |   |   |       |       |       |       |       |  |
|  |             |             |             |             |             |   |   |       |       |       |       |       |  |
|  | 1           | Kina        | 3           | 3           | 3           |   |   |       |       |       |       |       |  |
|  | 1           | Kina        | 3           | 3           | 3           |   |   |       |       |       |       |       |  |
|  | 2           | Sydkorea    | 2           | 1           | 0           |   |   |       |       |       |       |       |  |
|  | 2           | Sydkorea    | 2           | 1           | 0           |   | 1 | Kina  | 3     | 3     | 3     |       |  |
|  |             |             |             |             |             |   | 1 | Kina  | 3     | 3     | 3     |       |  |
|  |             |             | 4           | Tyskland    | 0           | 1 | 1 |       |       |       |       |       |  |
|  | 4           | Tyskland    | 4           | Tyskland    | 0           | 1 | 1 | 3     | 3     | 1     |       |       |  |
|  | 4           | Tyskland    |             |             |             |   |   |       |       | 1     |       |       |  |
|  | 5           | Japan       | 2           | 1           | 3           |   |   |       |       |       |       |       |  |
|  | 5           | Japan       | 2           | 1           | 3           |   |   |       |       |       |       |       |  |
|  |             |             |             |             |             |   |   |       |       |       |       |       |  |

- Singel, damer

| Idrottare      | Gren   | Grundomgång          | Omgång 1             | Omgång 2             | Omgång 3             | Omgång 4             | Kvartsfinal          | Semifinal            | Final                |
| Idrottare      | Gren   | Motståndare Resultat | Motståndare Resultat | Motståndare Resultat | Motståndare Resultat | Motståndare Resultat | Motståndare Resultat | Motståndare Resultat | Motståndare Resultat |
| -------------- | ------ | -------------------- | -------------------- | -------------------- | -------------------- | -------------------- | -------------------- | -------------------- | -------------------- |
| Ai Fukuhara    | Singel | Bye                  | Bye                  | Bye                  | Hu (TUR) W 4-1       | Zhang (CHN) L 1-4    | Gick inte vidare     | Gick inte vidare     | Gick inte vidare     |
| Haruna Fukuoka | Singel | Bye                  | Bye                  | Komwong (THA) W 4-0  | Kim (KOR) L 2-4      | Gick inte vidare     | Gick inte vidare     | Gick inte vidare     | Gick inte vidare     |
| Sayaka Hirano  | Singel | Bye                  | Bye                  | Bye                  | Gao (USA) L 1-4      | Gick inte vidare     | Gick inte vidare     | Gick inte vidare     | Gick inte vidare     |

- Lag, damer

| Lag        | Poäng | Matcher | Vinster | Förluster | GW | GL |
| ---------- | ----- | ------- | ------- | --------- | -- | -- |
| Sydkorea   | 6     | 3       | 3       | 0         | 9  | 0  |
| Japan      | 5     | 3       | 2       | 1         | 6  | 5  |
| Spanien    | 4     | 3       | 1       | 2         | 5  | 6  |
| Australien | 3     | 3       | 0       | 3         | 0  | 9  |

13 augusti
| Japan | 3–0 | Australien |

14 augusti
| Japan    | 3–2 | Spanien |
| Sydkorea | 3–0 | Japan   |

|  | Bronsmatcher, omgång 1 | Bronsmatcher, omgång 1 | Bronsmatcher, omgång 1 | Bronsmatcher, omgång 1 | Bronsmatcher, omgång 1 | Bronsmatcher, omgång 1 | Bronsmatcher, omgång 1 |  |  | Bronsmatcher, omgång 2 | Bronsmatcher, omgång 2 | Bronsmatcher, omgång 2 | Bronsmatcher, omgång 2 | Bronsmatcher, omgång 2 | Bronsmatcher, omgång 2 | Bronsmatcher, omgång 2 |  |  | Bronsmatch | Bronsmatch | Bronsmatch | Bronsmatch | Bronsmatch | Bronsmatch | Bronsmatch |
|  |                        |                        |                        |                        |                        |                        |                        |  |  |                        |                        |                        |                        |                        |                        |                        |  |  |            |            |            |            |            |            |            |
|  |                        |                        |                        |                        |                        |                        |                        |  |  | 4                      | Sydkorea               | 3                      | 3                      | 3                      |                        |                        |  |  |            |            |            |            |            |            |            |
|  | 7                      | USA                    | 1                      | 3                      | 3                      | 3                      |                        |  |  | 7                      | USA                    | 1                      | 2                      | 2                      |                        |                        |  |  |            |            |            |            |            |            |            |
|  | 12                     | Rumänien               | 3                      | 0                      | 1                      | 0                      |                        |  |  |                        |                        |                        |                        |                        |                        |                        |  |  | 4          | Sydkorea   | 3          | 3          | 3          |            |            |
|  |                        |                        |                        |                        |                        |                        |                        |  |  |                        |                        |                        |                        |                        |                        |                        |  |  | 5          | Japan      | 1          | 1          | 0          |            |            |
|  |                        |                        |                        |                        |                        |                        |                        |  |  | 3                      | Hongkong               | 3                      | 2                      | 2                      | 3                      | 0                      |  |  |            |            |            |            |            |            |            |
|  | 9                      | Österrike              | 1                      | 1                      | 1                      |                        |                        |  |  | 5                      | Japan                  | 0                      | 3                      | 3                      | 1                      | 3                      |  |  |            |            |            |            |            |            |            |
|  | 5                      | Japan                  | 3                      | 3                      | 3                      |                        |                        |  |  |                        |                        |                        |                        |                        |                        |                        |  |  |            |            |            |            |            |            |            |

## Boxning
- Huvudartikel: Boxning vid olympiska sommarspelen 2008

| Tävlande          | Viktklass       | Sextondelsfinal      | Åttondelsfinal          | Kvartsfinal          | Semifinal            | Final                |
| Tävlande          | Viktklass       | Motståndare Resultat | Motståndare Resultat    | Motståndare Resultat | Motståndare Resultat | Motståndare Resultat |
| ----------------- | --------------- | -------------------- | ----------------------- | -------------------- | -------------------- | -------------------- |
| Satoshi Shimizu   | Fjädervikt      | BYE                  | Kılıç (TUR) L 9-12      | Gick inte vidare     | Gick inte vidare     | Gick inte vidare     |
| Masatsugu Kawachi | Lätt weltervikt | BYE                  | Boonjumnong (THA) L 1-8 | Gick inte vidare     | Gick inte vidare     | Gick inte vidare     |

## Brottning
- Huvudartikel: Brottning vid olympiska sommarspelen 2008

| Tävlande           | Gren                             | Kvalifikation                 | 1/8 Final                         | Kvartsfinal                    | Semifinal                       | Återkval 1         | Återkval 2         | Final                                |
| Tävlande           | Gren                             | Motståndare Result            | Motståndare Result                | Motståndare Result             | Motståndare Result              | Motståndare Result | Motståndare Result | Motståndare Result                   |
| ------------------ | -------------------------------- | ----------------------------- | --------------------------------- | ------------------------------ | ------------------------------- | ------------------ | ------------------ | ------------------------------------ |
| Tomohiro Matsunaga | Fristil, bantamvikt              | Diatta (SEN) W 1-0, F         | Akgul (TUR) W 5-0, 3-0            | Mansurov (UZB) W 2-1, 0-1, 2-1 | Kudukhov (RUS) W 3-0, F         | N/A                | N/A                | Cejudo (USA) · L 2-2, 0-3 Silver     |
| Kenichi Yumoto     | Fristil, fjädervikt              | Bye                           | Koryakin (TJK) W 2-2, F           | Dutt (IND) W 0-1, 4-1, 2-1     | Fedoryshyn (UKR) L 2-3, 0-1     | N/A                | N/A                | Bazarguruev (KGZ) · W 1-0, 2-0 Brons |
| Kazuhiko Ikematsu  | Fristil, lättvikt                | Bye                           | Tushishvili (GEO) L 1-4, 3-0, 0-1 | Did not advance                | Did not advance                 | Did not advance    | Did not advance    | Did not advance                      |
| Makoto Sasamoto    | Grekisk-romersk stil, fjädervikt | Mnatsakanyan (ARM) W 2-1, 3-0 | Nazarian (BUL) L 4-0, 0-2, 0-2    | Did not advance                | Did not advance                 | Did not advance    | Did not advance    | Did not advance                      |
| Shingo Matsumoto   | Grekisk-romersk stil, mellanvikt | Forov (ARM) L 2-4, 0-6        | Did not advance                   | Did not advance                | Did not advance                 | Did not advance    | Did not advance    | Did not advance                      |
| Kenzo Kato         | Grekisk-romersk stil, tungvikt   | Timoncini (ITA) L 0-2, 0-6    | Did not advance                   | Did not advance                | Did not advance                 | Did not advance    | Did not advance    | Did not advance                      |
| Chiharu Icho       | Fristil, flugvikt                | Bye                           | Li (CHN) W 0-1, 1-0, 1-0          | Merleni (UKR) W 0-1, F         | Chun (USA) W 1-0, 0-3, 1-1      | N/A                | N/A                | Huynh (CAN) · L 0-4, 1-2 Silver      |
| Saori Yoshida      | Fristil, lättvikt                | N/A                           | Nerell (SWE) W 3-1, 4-0           | Golts (RUS) W 2-1, 4-0         | Verbeek (CAN) W 2-0, 6-0        | N/A                | N/A                | Xu (CHN) · W 2-0, F Guld             |
| Kaori Icho         | Fristil, mellanvikt              | Bye                           | Zamula (AZE) W 2-0, F             | Miller (USA) W 3-0, F          | Dugrenier (CAN) W 1-0, 0-1, 1-1 | N/A                | N/A                | Kartashova (RUS) · W 1-0, 2-0 Guld   |
| Kyoko Hamaguchi    | Fristil, tungvikt                | N/A                           | Perepelkina (RUS) W 1-0, 0-1, 1-0 | Conceicao (BRA) W 1-0, F       | Wang (CHN) L 2-5, F             | N/A                | N/A                | Bernard (USA) · W 3-0, 3-1 Brons     |

## Bågskytte
- Huvudartikel: Bågskytte vid olympiska sommarspelen 2008

- Herrar

| Namn              | Gren         | Rankingrunda | Rankingrunda | 32-delsfinal                                 | 16-delsfinal                         | 8-delsfinal                               | Kvartsfinal                      | Semifinal        | Final            | Final |
| Namn              | Gren         | Poäng        | Seed         | Resultat                                     | Resultat                             | Resultat                                  | Resultat                         | Resultat         | Resultat         | Plats |
| ----------------- | ------------ | ------------ | ------------ | -------------------------------------------- | ------------------------------------ | ----------------------------------------- | -------------------------------- | ---------------- | ---------------- | ----- |
| Takaharu Furukawa | Individuellt | 663          | 17           | Maksim Kunda (BLR) (48) L 111(+18)-111(+19)# | Gick inte vidare                     | Gick inte vidare                          | Gick inte vidare                 | Gick inte vidare | Gick inte vidare | 33    |
| Ryuichi Moriya    | Individuellt | 661          | 22           | Piotr Piatek (POL) (43) W 109(+10)-109(+9)#  | Wang Cheng Pang (TPE) (11) W 114-109 | Baljinima Tsyrempilov (RUS) (6) W 113-110 | Viktor Ruban (UKR) (3) L 106-115 | Gick inte vidare | Gick inte vidare | 6     |

- Herrar

| Namn                                         | Gren         | Rankingrunda | Rankingrunda | 32-delsfinal                                  | 16-delsfinal                          | 8-delsfinal                      | Kvartsfinal                        | Semifinal        | Final            | Final |
| Namn                                         | Gren         | Poäng        | Seed         | Resultat                                      | Resultat                              | Resultat                         | Resultat                           | Resultat         | Resultat         | Plats |
| -------------------------------------------- | ------------ | ------------ | ------------ | --------------------------------------------- | ------------------------------------- | -------------------------------- | ---------------------------------- | ---------------- | ---------------- | ----- |
| Nami Hayakawa                                | Individuellt | 649          | 9            | Elena Mousikou (CYP) (56) W 112-103           | Jennifer Nichols (USA) (24) W 105-103 | Naomi Folkard (GBR) (8) W 106-97 | Park Sung-Hyun (KOR) (1) L 103-112 | Gick inte vidare | Gick inte vidare | 6     |
| Yuki Hayashi                                 | Individuellt | 616          | 48           | Kristina Esebua (GEO) (17) L 102(+8)-102(+9)# | Gick inte vidare                      | Gick inte vidare                 | Gick inte vidare                   | Gick inte vidare | Gick inte vidare | 45    |
| Sayoko Kitabatake                            | Individuellt | 616          | 46           | Justyna Mospinek (POL) (19) W 103-101         | Bérengère Schuh (FRA) (14) L 100-112  | Gick inte vidare                 | Gick inte vidare                   | Gick inte vidare | Gick inte vidare | 29    |
| Nami Hayakawa Yuki Hayashi Sayoko Kitabatake | Lag          | 1881         | 7            |                                               |                                       | Colombia (10) W 206-199          | Storbritannien (2) L 196-201       | Gick inte vidare | Gick inte vidare | 8     |

## Cykling
- Huvudartikel: Cykling vid olympiska sommarspelen 2008

### BMX
Herrar
| Cyklist          | Gren | Seedning | Seedning  | Kvartsfinal                                              | Kvartsfinal | Semifinal        | Semifinal        | Final            | Final            |
| Cyklist          | Gren | Tid      | Placering | Tid                                                      | Placering   | Tid              | Placering        | Tid              | Placering        |
| ---------------- | ---- | -------- | --------- | -------------------------------------------------------- | ----------- | ---------------- | ---------------- | ---------------- | ---------------- |
| Akifumi Sakamoto | BMX  |          |           | 1:a rundan: 48.487 2:a rundan: 42.614 3:e rundan: 40.046 | 19          | Gick inte vidare | Gick inte vidare | Gick inte vidare | Gick inte vidare |

### Mountainbike
Damer
| Cyklist      | Gren         | Tid          | Placering |
| ------------ | ------------ | ------------ | --------- |
| Rie Katayama | Mountainbike | DNF (varvad) | N/A       |

### Landsväg
Herrar
| Cyklist          | Gren      | Tid                | Placering |
| ---------------- | --------- | ------------------ | --------- |
| Fumiyuki Beppu   | Linjelopp | Avbröt             | Avbröt    |
| Fumiyuki Beppu   | Tempolopp | 1:11:05            | 39        |
| Takashi Miyazawa | Linjelopp | 6h 55' 24 (+31:35) | 86:a      |

Damer
| Cyklist  | Gren      | Tid             | Placering |
| -------- | --------- | --------------- | --------- |
| Miho Oki | Linjelopp | 3:33:17 (+0:53) | 31        |

### Bana
Sprint
| Cyklist                                             | Gren                | Kvalifikation | Kvalifikation | 1/16-final (uppsamling)     | 1/8-final (uppsamling)        | Kvartsfinal               | Semifinal                 | Final (5-12:e plats)      | Final (5-12:e plats) |
| Cyklist                                             | Gren                | Tid Hastighet | Placering     | Motståndare Tid Hastighet   | Motståndare Tid Hastighet     | Motståndare Tid Hastighet | Motståndare Tid Hastighet | Motståndare Tid Hastighet | Placering            |
| --------------------------------------------------- | ------------------- | ------------- | ------------- | --------------------------- | ----------------------------- | ------------------------- | ------------------------- | ------------------------- | -------------------- |
| Kazunari Watanabe                                   | Herrarnas sprint    | 10.346        | 11            | Roberto Chiappa (ITA) L, L  | Gick inte vidare              | Gick inte vidare          | Gick inte vidare          | Gick inte vidare          | Gick inte vidare     |
| Tsubasa Kitatsuru                                   | Herrarnas sprint    | 10.391        | 14            | Mickaël Bourgain (FRA) L, L | Gick inte vidare              | Gick inte vidare          | Gick inte vidare          | Gick inte vidare          | Gick inte vidare     |
| Sakie Tsukuda                                       | Damernas sprint     | 12.134        | 12            |                             | Victoria Pendleton (FRA) L, L | Gick inte vidare          | Gick inte vidare          | Gick inte vidare          | Gick inte vidare     |
| Kiyofumi Nagai Tomohiro Nagatsuka Kazunari Watanabe | Herrarnas lagsprint | 44.454        | 6             |                             |                               | Tyskland L 44.437- 43.699 |                           | Gick inte vidare          | Gick inte vidare     |

Keirin
| Cyklist          | Gren             | 1:a omgången | Uppsamling | 2:a omgången     | Final (7-12:e plats) |
| Cyklist          | Gren             | Placering    | Placering  | Placering        | Placering            |
| ---------------- | ---------------- | ------------ | ---------- | ---------------- | -------------------- |
| Kiyofumi Nagai   | Herrarnas keirin | 3            | 1          | 2                | Brons                |
| Toshiaki Fushimi | Herrarnas keirin | 3            | 4          | Gick inte vidare | Gick inte vidare     |

Poänglopp
| Cyklist       | Gren                | Poäng/varv | Placering |
| ------------- | ------------------- | ---------- | --------- |
| Makoto Iijima | Herrarnas poänglopp | 3/1/23     | 8         |
| Satomi Wadami | Damernas poänglopp  | DNF        | N/A       |

## Fotboll
- Huvudartikel: Fotboll vid olympiska sommarspelen 2008

### Damer
| Nr          | Namn             | Klubb                | Född             | SM        | Mål       |           | Gult kort · Gult kort · Rött kort | Rött kort |  |
| Målvakter   | Målvakter        | Målvakter            | Målvakter        | Målvakter | Målvakter | Målvakter | Målvakter                         | Målvakter |  |
| ----------- | ---------------- | -------------------- | ---------------- | --------- | --------- | --------- | --------------------------------- | --------- |  |
| 1           | Miho Fukumoto    | Okayama Yunogo Belle | 2 oktober 1983   | 1         | 0         | 0         | 0                                 | 0         |  |
| 18          | Ayumi Kaihori    | INAC Leonessa        | 4 september 1986 | 0         | 0         | 0         | 0                                 | 0         |  |
| Försvarare  |                  |                      |                  |           |           |           |                                   |           |  |
| 2           | Yukari Kinga     | NTV Beleza           | 2 maj 1984       | 1         | 0         | 0         | 0                                 | 0         |  |
| 3           | Hiromi Ikeda (C) | Tasaki Perule        | 22 december 1975 | 0         | 0         | 0         | 0                                 | 0         |  |
| 4           | Azusa Iwashimizu | NTV Beleza           | 14 oktober 1986  | 1         | 0         | 1         | 0                                 | 0         |  |
| 7           | Kozue Ando       | Urawa Reds Ladies    | 9 juli 1982      | 1         | 0         | 0         | 0                                 | 0         |  |
| 14          | Kyoko Yano       | Urawa Reds Ladies    | 3 juni 1984      | 0         | 0         | 0         | 0                                 | 0         |  |
| Mittfältare |                  |                      |                  |           |           |           |                                   |           |  |
| 5           | Miyuki Yanagita  | Urawa Reds Ladies    | 11 april 1981    | 1         | 0         | 0         | 0                                 | 0         |  |
| 6           | Tomoe Kato       | NTV Beleza           | 27 maj 1978      | 0         | 0         | 0         | 0                                 | 0         |  |
| 8           | Aya Miyama       | Okayama Yunogo Belle | 28 januari 1985  | 1         | 1         | 0         | 0                                 | 0         |  |
| 10          | Homare Sawa      | NTV Beleza           | 6 september 1978 | 1         | 1         | 0         | 0                                 | 0         |  |
| 13          | Ayumi Hara       | INAC Leonessa        | 21 februari 1979 | 0         | 0         | 0         | 0                                 | 0         |  |
| 15          | Mizuho Sakaguchi | Tasaki Perule        | 15 oktober 1987  | 1         | 0         | 1         | 0                                 | 0         |  |
| 16          | Rumi Utsugi      | NTV Beleza           | 5 december 1988  | 0         | 0         | 0         | 0                                 | 0         |  |
| Anfallare   |                  |                      |                  |           |           |           |                                   |           |  |
| 9           | Eriko Arakawa    | NTV Beleza           | 30 oktober 1979  | (1)       | 0         | 0         | 0                                 | 0         |  |
| 11          | Shinobu Ohno     | NTV Beleza           | 23 januari 1984  | 1         | 0         | 0         | 0                                 | 0         |  |
| 12          | Karina Maruyama  | TEPCO Mareeze        | 26 mars 1983     | (1)       | 0         | 0         | 0                                 | 0         |  |
| 17          | Yuki Nagasato    | NTV Beleza           | 15 juli 1987     | 1         | 0         | 0         | 0                                 | 0         |  |
| Coach       |                  |                      |                  |           |           |           |                                   |           |  |
|             | Norio Sasaki     |                      | 28 maj 1958      |           |           |           |                                   |           |  |

- Grupp G

| Lag         | S | V | O | F | GM | IM | MS | P |
| ----------- | - | - | - | - | -- | -- | -- | - |
| USA         | 3 | 2 | 0 | 1 | 5  | 2  | +3 | 6 |
| Norge       | 3 | 2 | 0 | 1 | 4  | 5  | −1 | 6 |
| Japan       | 3 | 1 | 1 | 1 | 7  | 4  | +3 | 4 |
| Nya Zeeland | 3 | 0 | 1 | 2 | 2  | 7  | −5 | 1 |

|       | 6 augusti 2008 | Japan                      | 2 – 2           | Nya Zeeland                 | Qinhuangdao Olympic Sports Center Stadium, Qinhuangdao |                                                    |
| 17.00 | 17.00          | Miyama 72′ (str.) Sawa 86′ | (0 – 1) Rapport | 37′ Yallop 56′ (str.) Hearn | Publik: 10 270 Domare: Deidre Mitchell (Sydafrika)     | Publik: 10 270 Domare: Deidre Mitchell (Sydafrika) |
| 17.00 | 17.00          |                            |                 |                             | Publik: 10 270 Domare: Deidre Mitchell (Sydafrika)     | Publik: 10 270 Domare: Deidre Mitchell (Sydafrika) |
| 17.00 | 17.00          |                            |                 |                             | Publik: 10 270 Domare: Deidre Mitchell (Sydafrika)     | Publik: 10 270 Domare: Deidre Mitchell (Sydafrika) |

|       | 9 augusti 2008 | USA       | 1 – 0           | Japan | Qinhuangdao Olympic Sports Center Stadium, Qinhuangdao |                                                     |
| 17.00 | 17.00          | Lloyd 27′ | (1 – 0) Rapport |       | Publik: 16 912 Domare: Pannipar Kamnueng (Thailand)    | Publik: 16 912 Domare: Pannipar Kamnueng (Thailand) |
| 17.00 | 17.00          |           |                 |       | Publik: 16 912 Domare: Pannipar Kamnueng (Thailand)    | Publik: 16 912 Domare: Pannipar Kamnueng (Thailand) |
| 17.00 | 17.00          |           |                 |       | Publik: 16 912 Domare: Pannipar Kamnueng (Thailand)    | Publik: 16 912 Domare: Pannipar Kamnueng (Thailand) |

|       | 12 augusti 2008 | Norge       | 1 – 5           | Japan                                                   | Shanghai Stadium, Shanghai                                  |                                                             |
| 19.45 | 19.45           | Knutsen 27′ | (1 – 1) Rapport | 31′ Kinga 51′ (sjm.) Følstad 52′ Ohno 71′ Sawa 83′ Hara | Publik: 16 872 Domare: Shane de Silva (Trinidad and Tobago) | Publik: 16 872 Domare: Shane de Silva (Trinidad and Tobago) |
| 19.45 | 19.45           |             |                 |                                                         | Publik: 16 872 Domare: Shane de Silva (Trinidad and Tobago) | Publik: 16 872 Domare: Shane de Silva (Trinidad and Tobago) |
| 19.45 | 19.45           |             |                 |                                                         | Publik: 16 872 Domare: Shane de Silva (Trinidad and Tobago) | Publik: 16 872 Domare: Shane de Silva (Trinidad and Tobago) |

- Ranking av tredjeplacerade lag

| Lag       | S | V | O | F | GM | IM | MS | P |
| --------- | - | - | - | - | -- | -- | -- | - |
| Japan     | 3 | 1 | 1 | 1 | 7  | 4  | +3 | 4 |
| Kanada    | 3 | 1 | 1 | 1 | 4  | 4  | 0  | 4 |
| Nordkorea | 3 | 1 | 0 | 2 | 2  | 3  | −1 | 3 |

- Slutspel

|  | Kvartsfinal | Kvartsfinal | Kvartsfinal |     |         | Semifinal | Semifinal | Semifinal |            |            | Final      | Final      | Final |
|  |             |             |             |     |         |           |           |           |            |            |            |            |       |
|  | F1          | Brasilien   | 2           |     |         |           |           |           |            |            |            |            |       |
|  | G2          | Norge       | 1           |     |         |           |           |           |            |            |            |            |       |
|  | G2          | Norge       | 1           |     | F1      | Brasilien | 4         |           |            |            |            |            |       |
|  |             |             |             |     | F1      | Brasilien | 4         |           |            |            |            |            |       |
|  |             | F2          | Tyskland    | 1   |         |           |           |           |            |            |            |            |       |
|  | E2          | F2          | Tyskland    | 1   | Sverige | 0         |           |           |            |            |            |            |       |
|  | E2          |             |             |     | Sverige | 0         |           |           |            |            |            |            |       |
|  | F2          | Tyskland    | 2           |     |         |           |           |           |            |            |            |            |       |
|  |             |             |             |     |         |           |           |           |            |            | F1         | Brasilien  | 0     |
|  |             |             | G1          | USA | 1       |           |           |           |            |            |            |            |       |
|  | G1          | USA         | 2           |     |         |           |           |           |            |            |            |            |       |
|  | E3          | Kanada      | 1           |     |         |           |           |           |            |            |            |            |       |
|  | E3          | Kanada      | 1           |     | G1      | USA       | 4         |           | Bronsmatch | Bronsmatch | Bronsmatch | Bronsmatch |       |
|  |             |             |             |     | G1      | USA       | 4         |           | Bronsmatch | Bronsmatch | Bronsmatch | Bronsmatch |       |
|  |             | G3          | Japan       | 2   |         |           |           |           |            |            |            |            |       |
|  | E1          | G3          | Japan       | 2   | Kina    | 0         |           | F2        | Tyskland   | 2          |            |            |       |
|  | E1          |             |             |     | Kina    | 0         |           | F2        | Tyskland   | 2          |            |            |       |
|  | G3          | Japan       | 2           |     |         |           |           |           |            |            | G3         | Japan      | 0     |

- Kvartsfinal

|  | 15 augusti 2008 21.00 | Kina | 0 – 2   | Japan                 | Qinhuangdao Olympic Sports Centre Stadium, Qinhuangdao |                                                 |
|  |                       |      | (0 – 1) | 15′ Sawa 80′ Nagasato | Publik: 28 459 Domare: Christine Beck, Tyskland        | Publik: 28 459 Domare: Christine Beck, Tyskland |
|  |                       |      |         |                       | Publik: 28 459 Domare: Christine Beck, Tyskland        | Publik: 28 459 Domare: Christine Beck, Tyskland |
|  |                       |      |         |                       | Publik: 28 459 Domare: Christine Beck, Tyskland        | Publik: 28 459 Domare: Christine Beck, Tyskland |

- Semifinal

|  | 18 augusti 2008 21.00 | USA                                       | 4 – 2   | Japan                  | Beijing Workers' Stadium, Peking                |                                                 |
|  |                       | Hucles 41′, 80′ Chalupny 44′ O'Reilly 70′ | (2 – 1) | 16′ Ohno 90+3′ Arakawa | Publik: 50 937 Domare: Nicole Petignat, Schweiz | Publik: 50 937 Domare: Nicole Petignat, Schweiz |
|  |                       |                                           |         |                        | Publik: 50 937 Domare: Nicole Petignat, Schweiz | Publik: 50 937 Domare: Nicole Petignat, Schweiz |
|  |                       |                                           |         |                        | Publik: 50 937 Domare: Nicole Petignat, Schweiz | Publik: 50 937 Domare: Nicole Petignat, Schweiz |

- Bronsmatch

|  | 21 augusti 2008 18.00 | Tyskland          | 2 – 0   | Japan | Beijing Workers' Stadium, Peking                 |                                                  |
|  |                       | Bajramaj 69′, 87′ | (0 – 0) |       | Publik: 49 285 Domare: Estela Alvarez, Argentina | Publik: 49 285 Domare: Estela Alvarez, Argentina |
|  |                       |                   |         |       | Publik: 49 285 Domare: Estela Alvarez, Argentina | Publik: 49 285 Domare: Estela Alvarez, Argentina |
|  |                       |                   |         |       | Publik: 49 285 Domare: Estela Alvarez, Argentina | Publik: 49 285 Domare: Estela Alvarez, Argentina |

### Herrar
| Nr          | Namn               | Klubb                | Födelsedag | SM        | Mål       |           | Gult kort · Gult kort · Rött kort | Rött kort |
| Målvakter   | Målvakter          | Målvakter            | Målvakter  | Målvakter | Målvakter | Målvakter | Målvakter                         | Målvakter |
| ----------- | ------------------ | -------------------- | ---------- | --------- | --------- | --------- | --------------------------------- | --------- |
| 1           | Shusaku Nishikawa  | Oita Trinita         | 22         | 0         | 0         | 0         | 0                                 | 0         |
| 18          | Kaito Yamamoto     | Shimizu S-Pulse      | 22         | 0         | 0         | 0         | 0                                 | 0         |
| Försvarare  |                    |                      |            |           |           |           |                                   |           |
| 3           | Maya Yoshida       | Nagoya Grampus Eight | 19         | 0         | 0         | 0         | 0                                 | 0         |
| 4           | Hiroki Mizumoto    | Kyoto Sanga FC       | 22         | 0         | 0         | 0         | 0                                 | 0         |
| 5           | Yuto Nagatomo      | FC Tokyo             | 22         | 0         | 0         | 0         | 0                                 | 0         |
| 6           | Masato Morishige   | Oita Trinita         | 21         | 0         | 0         | 0         | 0                                 | 0         |
| 7           | Atsuto Uchida      | Kashima Antlers      | 20         | 0         | 0         | 0         | 0                                 | 0         |
| 13          | Michihiro Yasuda   | Gamba Osaka          | 20         | 0         | 0         | 0         | 0                                 | 0         |
| Mittfältare |                    |                      |            |           |           |           |                                   |           |
| 2           | Hajime Hosogai     | Urawa Red Diamonds   | 22         | 0         | 0         | 0         | 0                                 | 0         |
| 8           | Keisuke Honda      | VVV Venlo            | 22         | 0         | 0         | 0         | 0                                 | 0         |
| 10          | Yohei Kajiyama     | FC Tokyo             | 22         | 0         | 0         | 0         | 0                                 | 0         |
| 12          | Hiroyuki Taniguchi | Kawasaki Frontale    | 23         | 0         | 0         | 0         | 0                                 | 0         |
| 14          | Shinji Kagawa      | Cerezo Osaka         | 19         | 0         | 0         | 0         | 0                                 | 0         |
| 16          | Takuya Honda       | Shimizu S-Pulse      | 23         | 0         | 0         | 0         | 0                                 | 0         |
| Anfallare   |                    |                      |            |           |           |           |                                   |           |
| 9           | Yohei Toyoda       | Montedio Yamagata    | 23         | 0         | 0         | 0         | 0                                 | 0         |
| 11          | Shinji Okazaki     | Shimizu S-Pulse      | 22         | 0         | 0         | 0         | 0                                 | 0         |
| 15          | Takayuki Morimoto  | Calcio Catania       | 20         | 0         | 0         | 0         | 0                                 | 0         |
| 17          | Tadanari Lee       | Kashiwa Reysol       | 22         | 0         | 0         | 0         | 0                                 | 0         |
| Coach       |                    |                      |            |           |           |           |                                   |           |
|             | Yasuharu Sorimachi |                      | 44         |           |           |           |                                   |           |

| Lag           | S | V | O | F | GM | IM | MS | P |
| ------------- | - | - | - | - | -- | -- | -- | - |
| Nigeria       | 3 | 2 | 1 | 0 | 4  | 2  | +2 | 7 |
| Nederländerna | 3 | 1 | 2 | 0 | 3  | 2  | +1 | 5 |
| USA           | 3 | 1 | 1 | 1 | 4  | 4  | 0  | 4 |
| Japan         | 3 | 0 | 0 | 3 | 1  | 4  | −3 | 0 |

|       | 2008-08-07 | Japan U23 | 0 – 1     | USA U23    | Tianjin Olympic Center Stadium, Tianjin       |                                               |
| 17.00 | 17.00      |           | (Rapport) | Holden 47′ | Publik: 57 102 Domare: Badara Diatta, Senegal | Publik: 57 102 Domare: Badara Diatta, Senegal |
| 17.00 | 17.00      |           |           |            | Publik: 57 102 Domare: Badara Diatta, Senegal | Publik: 57 102 Domare: Badara Diatta, Senegal |
| 17.00 | 17.00      |           |           |            | Publik: 57 102 Domare: Badara Diatta, Senegal | Publik: 57 102 Domare: Badara Diatta, Senegal |

|       | 2008-08-10 | Nigeria U23             | 2 – 1     | Japan U23  | Tianjin Olympic Center Stadium, Tianjin    |                                            |
| 17.00 | 17.00      | Obinna 58′ Anichebe 74′ | (Rapport) | Toyoda 79′ | Publik: 42 592 Domare: Masoud Moradi, Iran | Publik: 42 592 Domare: Masoud Moradi, Iran |
| 17.00 | 17.00      |                         |           |            | Publik: 42 592 Domare: Masoud Moradi, Iran | Publik: 42 592 Domare: Masoud Moradi, Iran |
| 17.00 | 17.00      |                         |           |            | Publik: 42 592 Domare: Masoud Moradi, Iran | Publik: 42 592 Domare: Masoud Moradi, Iran |

|       | 2008-08-13 | Nederländerna U23 | 1 – 0     | Japan U23 | Shenyang Olympic Stadium, Shenyang                |                                                   |
| 17.00 | 17.00      | Sibon 73′ (str.)  | (Rapport) |           | Publik: 38 790 Domare: Héctor Baldassi, Argentina | Publik: 38 790 Domare: Héctor Baldassi, Argentina |
| 17.00 | 17.00      |                   |           |           | Publik: 38 790 Domare: Héctor Baldassi, Argentina | Publik: 38 790 Domare: Héctor Baldassi, Argentina |
| 17.00 | 17.00      |                   |           |           | Publik: 38 790 Domare: Héctor Baldassi, Argentina | Publik: 38 790 Domare: Héctor Baldassi, Argentina |

## Friidrott
- Huvudartikel: Friidrott vid olympiska sommarspelen 2008

Förkortningar
- Noteringar – Placeringarna avser endast löparens eget heat
- Q = Kvalificerad till nästa omgång
- q = Kvalificerade sig till nästa omgång som den snabbaste idrottaren eller, i fältgrenarna, via placering utan att uppnå kvalgränsen.
- NR = Nationellt rekord
- N/A = Omgången ingick inte i grenen
- Bye = Idrottaren behövde inte delta i denna omgång

Herrar
Bana och landsväg
| Idrottare                                                        | Gren           | Heat     | Heat      | Kvartsfinal      | Kvartsfinal      | Semifinal        | Semifinal        | Final            | Final            |
| Idrottare                                                        | Gren           | Resultat | Placering | Resultat         | Placering        | Resultat         | Placering        | Resultat         | Placering        |
| ---------------------------------------------------------------- | -------------- | -------- | --------- | ---------------- | ---------------- | ---------------- | ---------------- | ---------------- | ---------------- |
| Nobuharu Asahara                                                 | 100 m          | 10.25    | 4 q       | 10.37            | 8                | Gick inte vidare | Gick inte vidare | Gick inte vidare | Gick inte vidare |
| Yoshitaka Iwamizu                                                | 3 000 m hinder | 8:29.80  | 9         | i.u.             | i.u.             | i.u.             | i.u.             | Gick inte vidare | Gick inte vidare |
| Yuzo Kanemaru                                                    | 400 m          | 46.39    | 7         | i.u.             | i.u.             | Gick inte vidare | Gick inte vidare | Gick inte vidare | Gick inte vidare |
| Takayuki Matsumiya                                               | 5 000 m        | 14:20.24 | 13        | i.u.             | i.u.             | i.u.             | i.u.             | Gick inte vidare | Gick inte vidare |
| Takayuki Matsumiya                                               | 10 000 m       | i.u.     | i.u.      | i.u.             | i.u.             | i.u.             | i.u.             | 28:39.77         | 31               |
| Koichiro Morioka                                                 | 20 km gång     | i.u.     | i.u.      | i.u.             | i.u.             | i.u.             | i.u.             | 1:21:57          | 16               |
| Masato Naito                                                     | 110 m häck     | 13.96    | 7         | Gick inte vidare | Gick inte vidare | Gick inte vidare | Gick inte vidare | Gick inte vidare | Gick inte vidare |
| Kenji Narisako                                                   | 400 m häck     | 49.63    | 5         | i.u.             | i.u.             | Gick inte vidare | Gick inte vidare | Gick inte vidare | Gick inte vidare |
| Tsuyoshi Ogata                                                   | Maraton        | i.u.     | i.u.      | i.u.             | i.u.             | i.u.             | i.u.             | 2:13:26          | 13               |
| Satoshi Osaki                                                    | Maraton        | i.u.     | i.u.      | i.u.             | i.u.             | i.u.             | i.u.             | DNS              | DNS              |
| Atsushi Sato                                                     | Maraton        | i.u.     | i.u.      | i.u.             | i.u.             | i.u.             | i.u.             | 2:41:08          | 76               |
| Shingo Suetsugu                                                  | 200 m          | 20.93    | 6         | Gick inte vidare | Gick inte vidare | Gick inte vidare | Gick inte vidare | Gick inte vidare | Gick inte vidare |
| Shinji Takahira                                                  | 200 m          | 20.58    | 4 q       | 20.63            | 7                | Gick inte vidare | Gick inte vidare | Gick inte vidare | Gick inte vidare |
| Kensuke Takezawa                                                 | 5 000 m        | 13:49.42 | 7         | i.u.             | i.u.             | i.u.             | i.u.             | Gick inte vidare | Gick inte vidare |
| Kensuke Takezawa                                                 | 10 000 m       | i.u.     | i.u.      | i.u.             | i.u.             | i.u.             | i.u.             | 28:23.28         | 28               |
| Dai Tamesue                                                      | 400 m häck     | 49.82    | 4         | i.u.             | i.u.             | Gick inte vidare | Gick inte vidare | Gick inte vidare | Gick inte vidare |
| Takayuki Tanii                                                   | 20 km gång     | i.u.     | i.u.      | i.u.             | i.u.             | i.u.             | i.u.             | DSQ              | DSQ              |
| Takayuki Tanii                                                   | 50 km gång     | i.u.     | i.u.      | i.u.             | i.u.             | i.u.             | i.u.             | 4:01:37          | 29               |
| Naoki Tsukahara                                                  | 100 m          | 10.39    | 2 Q       | 10.23            | 3 Q              | 10.16            | 7                | Gick inte vidare | Gick inte vidare |
| Yuki Yamazaki                                                    | 20 km gång     | i.u.     | i.u.      | i.u.             | i.u.             | i.u.             | i.u.             | 1:21:18          | 11               |
| Yuki Yamazaki                                                    | 50 km gång     | i.u.     | i.u.      | i.u.             | i.u.             | i.u.             | i.u.             | 3:45:47          | 7                |
| Nobuharu Asahara Shingo Suetsugu Shinji Takahira Naoki Tsukahara | 4 x 100 m      | 38.52    | 2 Q       | i.u.             | i.u.             | i.u.             | i.u.             | 38.15            | 3                |
| Mitsuhiro Abiko Yoshihiro Horigome Kenji Narisako Dai Tamesue    | 4 x 400 m      | 3:04.18  | 6         | i.u.             | i.u.             | i.u.             | i.u.             | Gick inte vidare | Gick inte vidare |

Fältgrenar
| Idrottare         | Gren          | Kval    | Kval      | Final            | Final            |
| Idrottare         | Gren          | Distans | Placering | Distans          | Placering        |
| ----------------- | ------------- | ------- | --------- | ---------------- | ---------------- |
| Naoyuki Daigo     | Höjdhopp      | 2.15    | 36        | Gick inte vidare | Gick inte vidare |
| Yukifumi Murakami | Spjutkastning | 78.21   | 15        | Gick inte vidare | Gick inte vidare |
| Koji Murofushi    | Släggkastning | 78.16   | 5 Q       | 80.71            | 5                |
| Daichi Sawano     | Stavhopp      | 5.55    | 16        | Gick inte vidare | Gick inte vidare |

Damer
Bana & landsväg
| Idrottare                                         | Gren           | Heat       | Heat      | Kvartsfinal      | Kvartsfinal      | Semifinal        | Semifinal        | Final            | Final            |
| Idrottare                                         | Gren           | Resultat   | Placering | Resultat         | Placering        | Resultat         | Placering        | Resultat         | Placering        |
| ------------------------------------------------- | -------------- | ---------- | --------- | ---------------- | ---------------- | ---------------- | ---------------- | ---------------- | ---------------- |
| Yukiko Akaba                                      | 5 000 m        | 15:38.30   | 12        | i.u.             | i.u.             | i.u.             | i.u.             | Gick inte vidare | Gick inte vidare |
| Yukiko Akaba                                      | 10 000 m       | i.u.       | i.u.      | i.u.             | i.u.             | i.u.             | i.u.             | 32:00.37         | 20               |
| Kayoko Fukushi                                    | 5 000 m        | 15:20.46   | 10        | i.u.             | i.u.             | i.u.             | i.u.             | Gick inte vidare | Gick inte vidare |
| Kayoko Fukushi                                    | 10 000 m       | i.u.       | i.u.      | i.u.             | i.u.             | i.u.             | i.u.             | 31:01.14         | 11               |
| Chisato Fukushima                                 | 100 m          | 11.74      | 6         | Gick inte vidare | Gick inte vidare | Gick inte vidare | Gick inte vidare | Gick inte vidare | Gick inte vidare |
| Minori Hayakari                                   | 3 000 m hinder | 9:49.70    | 16        | i.u.             | i.u.             | i.u.             | i.u.             | Gick inte vidare | Gick inte vidare |
| Mayumi Kawasaki                                   | 20 km gång     | i.u.       | i.u.      | i.u.             | i.u.             | i.u.             | i.u.             | 1:29:43          | 14               |
| Yuriko Kobayashi                                  | 5 000 m        | 15:15.87   | 7         | i.u.             | i.u.             | i.u.             | i.u.             | Gick inte vidare | Gick inte vidare |
| Sachiko Konishi                                   | 20 km gång     | i.u.       | i.u.      | i.u.             | i.u.             | i.u.             | i.u.             | 1:32:21          | 26               |
| Yurika Nakamura                                   | Maraton        | i.u.       | i.u.      | i.u.             | i.u.             | i.u.             | i.u.             | 2:30:19          | 13               |
| Satomi Kubokura                                   | 400 m häck     | 55.82 SB   | 3 Q       | i.u.             | i.u.             | 56.69            | 7                | Gick inte vidare | Gick inte vidare |
| Yoko Shibui                                       | 10 000 m       | i.u.       | i.u.      | i.u.             | i.u.             | i.u.             | i.u.             | 31:31.13         | 17               |
| Asami Tanno                                       | 400 m          | 52.60      | 4         | i.u.             | i.u.             | Gick inte vidare | Gick inte vidare | Gick inte vidare | Gick inte vidare |
| Reiko Tosa                                        | Maraton        | i.u.       | i.u.      | i.u.             | i.u.             | i.u.             | i.u.             | DNF              | DNF              |
| Sayaka Aoki Mayu Kida Satomi Kubokura Asami Tanno | 4 x 400 m      | 3:30.52 SB | 8         | i.u.             | i.u.             | i.u.             | i.u.             | Gick inte vidare | Gick inte vidare |

Fältgrenar
| Idrottare    | Gren      | Kval  | Kval      | Final            | Final            |
| Idrottare    | Gren      | Längd | Placering | Längd            | Placering        |
| ------------ | --------- | ----- | --------- | ---------------- | ---------------- |
| Kumiko Ikeda | Längdhopp | 6.47  | 19        | Gick inte vidare | Gick inte vidare |

## Fäktning
- Huvudartikel: Fäktning vid olympiska sommarspelen 2008

Herrar
| Idrottare     | Gren                  | Omgång 1                | Sextondelsfinal      | Åttondelsfinal          | Kvartsfinal           | Semifinal           | Final / BM             | Final / BM       |
| Idrottare     | Gren                  | Motståndare Poäng       | Motståndare Poäng    | Motståndare Poäng       | Motståndare Poäng     | Motståndare Poäng   | Motståndare Poäng      | Placering        |
| ------------- | --------------------- | ----------------------- | -------------------- | ----------------------- | --------------------- | ------------------- | ---------------------- | ---------------- |
| Shogo Nishida | Värja, individuellt   | Inostroza (CHI) L 11–15 | Gick inte vidare     | Gick inte vidare        | Gick inte vidare      | Gick inte vidare    | Gick inte vidare       | Gick inte vidare |
| Kenta Chida   | Florett, individuellt | i.u.                    | Lau K K (HKG) W 15–6 | Kleibrink (GER) L 10–15 | Gick inte vidare      | Gick inte vidare    | Gick inte vidare       | Gick inte vidare |
| Yūki Ōta      | Florett, individuellt | i.u.                    | Souza (BRA) W 15–4   | Choi B-c (KOR) W 15–14  | Joppich (GER) W 15–12 | Sanzo (ITA) W 15–14 | Kleibrink (GER) L 9–15 | 2                |
| Satoshi Ogawa | Sabel, individuellt   | Keita (SEN) L 14–15     | Gick inte vidare     | Gick inte vidare        | Gick inte vidare      | Gick inte vidare    | Gick inte vidare       | Gick inte vidare |

Damer
| Idrottare       | Gren                  | Omgång 1          | Sextondelsfinal         | Åttondelsfinal          | Kvartsfinal           | Semifinal         | Final / BM        | Final / BM       |
| Idrottare       | Gren                  | Motståndare Poäng | Motståndare Poäng       | Motståndare Poäng       | Motståndare Poäng     | Motståndare Poäng | Motståndare Poäng | Placering        |
| --------------- | --------------------- | ----------------- | ----------------------- | ----------------------- | --------------------- | ----------------- | ----------------- | ---------------- |
| Megumi Harada   | Värja, individuellt   | i.u.              | Parkinson (AUS) W 15–9  | Brânză (ROU) L 11–15    | Gick inte vidare      | Gick inte vidare  | Gick inte vidare  | Gick inte vidare |
| Chieko Sugawara | Florett, individuellt | BYE               | Jung G-o (KOR) W 11–9   | Golubytskyi (GER) W 6–5 | Nam H-h (KOR) L 10–15 | Gick inte vidare  | Gick inte vidare  | Gick inte vidare |
| Madoka Hisagae  | Sabel, individuellt   | BYE               | Djatjenko (RUS) L 10–15 | Gick inte vidare        | Gick inte vidare      | Gick inte vidare  | Gick inte vidare  | Gick inte vidare |

## Gymnastik
- Huvudartikel: Gymnastik vid olympiska sommarspelen 2008

### Artistisk gymnastik
Herrar
Lag
| Gymnast          | Gren | Kval    | Kval     | Kval    | Kval    | Kval    | Kval     | Kval    | Kval      | Final   | Final   | Final   | Final   | Final   | Final   | Final   | Final     |      |
| Gymnast          | Gren | Redskap | Redskap  | Redskap | Redskap | Redskap | Redskap  | Totalt  | Placering | Redskap | Redskap | Redskap | Redskap | Redskap | Redskap | Totalt  | Placering |      |
| Gymnast          | Gren | F       | PH       | R       | V       | PB      | HB       | Totalt  | Placering | F       | PH      | R       | V       | PB      | HB      | Totalt  | Placering |      |
| ---------------- | ---- | ------- | -------- | ------- | ------- | ------- | -------- | ------- | --------- | ------- | ------- | ------- | ------- | ------- | ------- | ------- | --------- | ---- |
| Takehiro Kashima | Lag  | i.u.    | 14.425   | i.u.    | 15.975  | 15.550  | 15.150   | i.u.    | i.u.      | i.u.    | 15.575  | i.u.    | 15.200  | i.u.    | i.u.    | i.u.    | i.u.      |      |
| Takuya Nakase    | Lag  | 15.500  | 14.075   | 15.275  | i.u.    | 15.725  | 15.450 Q | i.u.    | i.u.      | 15.000  | i.u.    | 15.425  | i.u.    | i.u.    | 15.525  | i.u.    | i.u.      |      |
| Makoto Okiguchi  | Lag  | 15.275  | i.u.     | i.u.    | 15.750  | i.u.    | i.u.     | i.u.    | i.u.      | 15.275  | i.u.    | i.u.    | i.u.    | i.u.    | i.u.    | i.u.    | i.u.      |      |
| Koki Sakamoto    | Lag  | 14.950  | 14.925   | 15.525  | 16.200  | 15.625  | 14.725   | 91.950  | 5*        | i.u.    | 14.850  | 15.525  | 15.400  | 15.000  | i.u.    | i.u.    | i.u.      |      |
| Hiroyuki Tomita  | Lag  | 15.175  | 15.175 Q | 15.025  | 15.200  | 15.775  | 15.550 Q | 91.900  | 6 Q       | i.u.    | 15.150  | 15.950  | i.u.    | 16.150  | 15.625  | i.u.    | i.u.      |      |
| Kōhei Uchimura   | Lag  | 15.725  | 14.100   | 14.675  | 16.200  | 16.025  | 15.325   | 92.050  | 4 Q       | 15.700  | i.u.    | i.u.    | 16.150  | 15.925  | 15.450  | i.u.    | i.u.      | i.u. |
| Totalt           | Lag  | 61.675  | 58.625   | 60.500  | 64.125  | 63.150  | 61.475   | 369.550 | 2 Q       | 45.975  | 45.575  | 46.900  | 46.750  | 47.075  | 46.600  | 278.875 | 2         |      |

Individuella finaler
| Gymnast         | Gren       | Redskap                              | Redskap                              | Redskap                              | Redskap                              | Redskap                              | Redskap                              | Totalt                               | Placering                            |
| Gymnast         | Gren       | F                                    | PH                                   | R                                    | V                                    | PB                                   | HB                                   | Totalt                               | Placering                            |
| --------------- | ---------- | ------------------------------------ | ------------------------------------ | ------------------------------------ | ------------------------------------ | ------------------------------------ | ------------------------------------ | ------------------------------------ | ------------------------------------ |
| Takuya Nakase   | Räck       | i.u.                                 | i.u.                                 | i.u.                                 | i.u.                                 | i.u.                                 | 15.450                               | 15.450                               | 5                                    |
| Koki Sakamoto   | Mångkamp   | Drog sig ur på grund av coach-beslut | Drog sig ur på grund av coach-beslut | Drog sig ur på grund av coach-beslut | Drog sig ur på grund av coach-beslut | Drog sig ur på grund av coach-beslut | Drog sig ur på grund av coach-beslut | Drog sig ur på grund av coach-beslut | Drog sig ur på grund av coach-beslut |
| Hiroyuki Tomita | Mångkamp   | 15.100                               | 15.425                               | 13.850                               | 16.200                               | 16.000                               | 15.675                               | 91.750                               | 4                                    |
| Hiroyuki Tomita | Bygelhäst  | i.u.                                 | 15.375                               | i.u.                                 | i.u.                                 | i.u.                                 | i.u.                                 | 15.375                               | 5                                    |
| Hiroyuki Tomita | Räck       | i.u.                                 | i.u.                                 | i.u.                                 | i.u.                                 | i.u.                                 | 15.225                               | 15.225                               | 6                                    |
| Kōhei Uchimura  | Mångkamp   | 15.825                               | 13.275                               | 15.200                               | 16.300                               | 15.975                               | 15.400                               | 91.975                               | 2                                    |
| Kōhei Uchimura  | Fristående | 15.575                               | i.u.                                 | i.u.                                 | i.u.                                 | i.u.                                 | i.u.                                 | 15.575                               | 5                                    |

Damer
Lag
| Gymnast       | Gren        | Kval    | Kval    | Kval    | Kval    | Kval    | Kval      | Final        | Final        | Final        | Final        | Final        | Final        |
| Gymnast       | Gren        | Redskap | Redskap | Redskap | Redskap | Totalt  | Placering | Redskap      | Redskap      | Redskap      | Redskap      | Totalt       | Placering    |
| Gymnast       | Gren        | F       | V       | UB      | BB      | Totalt  | Placering | F            | V            | UB           | BB           | Totalt       | Placering    |
| ------------- | ----------- | ------- | ------- | ------- | ------- | ------- | --------- | ------------ | ------------ | ------------ | ------------ | ------------ | ------------ |
| Mayu Kuroda   | Lagmångkamp | i.u.    | i.u.    | 14.725  | 14.850  | i.u.    | i.u.      | i.u.         | i.u.         | 15.350       | 14.725       | i.u.         | i.u.         |
| Yu Minobe     | Lagmångkamp | 13.825  | 14.050  | 14.525  | i.u.    | i.u.    | i.u.      | Tävlade inte | Tävlade inte | Tävlade inte | Tävlade inte | Tävlade inte | Tävlade inte |
| Kyoko Oshima  | Lagmångkamp | 14.175  | 14.700  | 14.450  | 14.300  | 57.625  | 27 Q      | 14.450       | 14.450       | 14.750       | i.u.         | i.u.         | i.u.         |
| Yuko Shintake | Lagmångkamp | 14.175  | 14.675  | i.u.    | 15.050  | i.u.    | i.u.      | 14.025       | 14.625       | i.u.         | 15.000       | i.u.         | i.u.         |
| Koko Tsurumi  | Lagmångkamp | 14.325  | 14.200  | 15.025  | 15.425  | 58.975  | 17 Q      | 14.200       | i.u.         | 15.425       | 15.225       | i.u.         | i.u.         |
| Miki Uemura   | Lagmångkamp | 12.875  | 14.475  | 12.775  | 14.575  | 54.700  | 50        | i.u.         | 14.475       | i.u.         | i.u.         | i.u.         | i.u.         |
| Totalt        | Lagmångkamp | 56.500  | 58.050  | 58.725  | 59.900  | 233.175 | 8 Q       | 42.675       | 43.550       | 45.525       | 44.950       | 176.700      | 5            |

Individuella finaler
| Gymnast      | Gren     | Redskap | Redskap | Redskap | Redskap | Totalt | Placering |
| Gymnast      | Gren     | F       | V       | UB      | BB      | Totalt | Placering |
| ------------ | -------- | ------- | ------- | ------- | ------- | ------ | --------- |
| Kyoko Oshima | Mångkamp | 14.400  | 14.575  | 14.675  | 14.975  | 57.625 | 20        |
| Koko Tsurumi | Mångkamp | 13.675  | 14.075  | 14.950  | 15.400  | 58.100 | 17        |
| Koko Tsurumi | Bom      | i.u.    | i.u.    | i.u.    | 14.450  | 14.450 | 8         |

### Rytmisk gymnastik
| Gymnast                                                                       | Gren  | Kval   | Kval                | Kval   | Kval      | Final            | Final               | Final            | Final            |
| Gymnast                                                                       | Gren  | 5 rep  | 3 tunnband 2 käglor | Totalt | Placering | 5 rep            | 3 tunnband 2 käglor | Total            | Placering        |
| ----------------------------------------------------------------------------- | ----- | ------ | ------------------- | ------ | --------- | ---------------- | ------------------- | ---------------- | ---------------- |
| Yuko Endo Chihana Hara Saori Inagaki Nachi Misawa Kotono Tanaka Honami Tsuboi | Trupp | 15.425 | 15.425              | 30.850 | 10        | Gick inte vidare | Gick inte vidare    | Gick inte vidare | Gick inte vidare |

### Trampolin
| Gymnast          | Gren   | Kval  | Kval      | Final            | Final            |
| Gymnast          | Gren   | Poäng | Placering | Poäng            | Placering        |
| ---------------- | ------ | ----- | --------- | ---------------- | ---------------- |
| Tetsuya Sotomura | Herrar | 70.30 | 5 Q       | 39.80            | 4                |
| Yasuhiro Ueyama  | Herrar | 69.20 | 9         | Gick inte vidare | Gick inte vidare |
| Haruka Hirota    | Damer  | 62.60 | 12        | Gick inte vidare | Gick inte vidare |

## Judo
Herrar
| Idrottare        | Gren                     | Inledande omgång     | Sextondelsfinal                   | Åttondelsfinal                | Kvartsfinal                | Semifinal                   | Återkval 1               | Återkval 2                  | Återkval 3                    | Final / BM                  | Final / BM       |
| Idrottare        | Gren                     | Motståndare Resultat | Motståndare Resultat              | Motståndare Resultat          | Motståndare Resultat       | Motståndare Resultat        | Motståndare Resultat     | Motståndare Resultat        | Motståndare Resultat          | Motståndare Resultat        | Placering        |
| ---------------- | ------------------------ | -------------------- | --------------------------------- | ----------------------------- | -------------------------- | --------------------------- | ------------------------ | --------------------------- | ----------------------------- | --------------------------- | ---------------- |
| Hiroaki Hiraoka  | Extra lättvikt (-60 kg)  | BYE                  | Williams-Murray (USA) L 0000–0001 | Gick inte vidare              | Gick inte vidare           | Gick inte vidare            | Gick inte vidare         | Gick inte vidare            | Gick inte vidare              | Gick inte vidare            | Gick inte vidare |
| Masato Uchishiba | Halv lättvikt (-66 kg)   | BYE                  | Jimenez (DOM) W 1001–0000         | Miresmaeili (IRI) W 0020–0000 | Sharipov (UZB) W 0201–0010 | Arencibia (CUB) W 0020–0001 | BYE                      | BYE                         | BYE                           | Darbelet (FRA) W 1000–0000  | 1                |
| Yusuke Kanamaru  | Lättvikt (-73 kg)        | i.u.                 | Maloumat (IRI) L 0001–1001        | Gick inte vidare              | Gick inte vidare           | Gick inte vidare            | Pina (POR) W 0011–0010   | Dashdavaa (MGL) W 0100–0000 | van Tichelt (BEL) L 0000–0211 | Gick inte vidare            | Gick inte vidare |
| Takashi Ono      | Halv mellanvikt (-81 kg) | BYE                  | Camilo (BRA) L 0000–0120          | Gick inte vidare              | Gick inte vidare           | Gick inte vidare            | Gick inte vidare         | Gick inte vidare            | Gick inte vidare              | Gick inte vidare            | Gick inte vidare |
| Hiroshi Izumi    | Mellanvikt (-90 kg)      | i.u.                 | Kelly (AUS) W 0010–0000           | Kazusionak (BLR) L 0000–1000  | Gick inte vidare           | Gick inte vidare            | Gick inte vidare         | Gick inte vidare            | Gick inte vidare              | Gick inte vidare            | Gick inte vidare |
| Keiji Suzuki     | Halv tungvikt (-100 kg)  | i.u.                 | Naidangiin (MGL) L 0000–1000      | Gick inte vidare              | Gick inte vidare           | Gick inte vidare            | Behrla (GER) L 0000–1000 | Gick inte vidare            | Gick inte vidare              | Gick inte vidare            | Gick inte vidare |
| Satoshi Ishii    | Tungvikt (+100 kg)       | BYE                  | Bianchessi (ITA) W 1011–0000      | El Shehaby (EGY) W 1001–0000  | Tmenov (RUS) W 1001–0000   | Gujejiani (GEO) W 1011–0000 | BYE                      | BYE                         | BYE                           | Tangriyev (UZB) W 0010–0000 | 1                |

Damer
| Idrottare       | Gren                     | Sextondelsfinal             | Åttondelsfinal             | Kvartsfinal                | Semifinal                  | Återkval 1           | Återkval 2                  | Återkval 3                | Final / BM                  | Final / BM       |
| Idrottare       | Gren                     | Motståndare Resultat        | Motståndare Resultat       | Motståndare Resultat       | Motståndare Resultat       | Motståndare Resultat | Motståndare Resultat        | Motståndare Resultat      | Motståndare Resultat        | Placering        |
| --------------- | ------------------------ | --------------------------- | -------------------------- | -------------------------- | -------------------------- | -------------------- | --------------------------- | ------------------------- | --------------------------- | ---------------- |
| Ryoko Tani      | Extra lättvikt (-48 kg)  | Matsumoto (USA) W 0020–0000 | Wu Sg (CHN) W 0100–0000    | Pareto (ARG) W 0001–0000   | Dumitru (ROU) L 0010–0100  | BYE                  | BYE                         | BYE                       | Bogdanova (RUS) W 1000–0000 | 3                |
| Misato Nakamura | Halv lättvikt (-52 kg)   | BYE                         | Tarangul (GER) W 0001–0000 | Heylen (BEL) W 0001–0000   | An K-A (PRK) L 0000–0001   | BYE                  | BYE                         | BYE                       | Kim K-O (KOR) W 0200–0000   | 3                |
| Aiko Sato       | Lättvikt (-57 kg)        | BYE                         | Gasimova (AZE) W 1001–0100 | Xu Y (CHN) L 0002–0010     | Gick inte vidare           | BYE                  | Koivumäki (FIN) W 1011–0000 | Quadros (BRA) L 0000–1000 | Gick inte vidare            | Gick inte vidare |
| Ayumi Tanimoto  | Halv mellanvikt (-63 kg) | BYE                         | Barreto (VEN) W 1000–0000  | Kong J-Y (KOR) W 1000–0001 | Gonzalez (CUB) W 1011–0000 | BYE                  | BYE                         | BYE                       | Décosse (FRA) W 1000–0000   | 1                |
| Masae Ueno      | Mellanvikt (-70 kg)      | Park K-Y (KOR) W 1010–0000  | Wang J (CHN) W 1011–0001   | Meszaros (HUN) W 0200–0000 | Bosch (NED) W 0110–0001    | BYE                  | BYE                         | BYE                       | Hernandez (CUB) W 1000–0000 | 1                |
| Sae Nakazawa    | Halv tungvikt (-78 kg)   | BYE                         | Morico (ITA) L 0001–0010   | Gick inte vidare           | Gick inte vidare           | Gick inte vidare     | Gick inte vidare            | Gick inte vidare          | Gick inte vidare            | Gick inte vidare |
| Maki Tsukada    | Tungvikt (+78 kg)        | BYE                         | Mondiere (FRA) W 1000–0001 | Zambotti (MEX) W 1000–0000 | Polavder (SLO) W 1010–0000 | BYE                  | BYE                         | BYE                       | Tong W (CHN) L 0010–1001    | 2                |

## Kanotsport
Slalom
| Takuya Haneda                  | Herrarnas C-1 slalom | 94.08  | 13 | 92.24  | 14 | 186.32 | 14   | Gick inte vidare | Gick inte vidare | Gick inte vidare | Gick inte vidare | Gick inte vidare | Gick inte vidare |
| Kazuki Yazawa                  | Herrarnas K-1 slalom | 89.82  | 19 | 90.05  | 18 | 179.87 | 18   | Gick inte vidare | Gick inte vidare | Gick inte vidare | Gick inte vidare | Gick inte vidare | Gick inte vidare |
| Hiroyuki Nagao Masatoshi Samma | Herrarnas C-2 slalom | 99.47  | 8  | 113.09 | 10 | 212.56 | 10 Q | 110.10           | 9                | Gick inte vidare | Gick inte vidare | Gick inte vidare | Gick inte vidare |
| Yuriko Takeshita               | Damernas K-1 slalom  | 111.63 | 14 | 113.08 | 18 | 224.71 | 15 Q | 107.86           | 6 Q              | 111.44           | 4                | 219.30           | 4                |

Sprint
| Kanotist                                                | Gren               | Heat     | Heat      | Semifinal | Semifinal | Final            | Final            |
| Kanotist                                                | Gren               | Tid      | Placering | Tid       | Placering | Tid              | Placering        |
| ------------------------------------------------------- | ------------------ | -------- | --------- | --------- | --------- | ---------------- | ---------------- |
| Shinobu Kitamoto                                        | Damernas K-1 500 m | 1:52.148 | 4 QS      | 2:01.105  | 9         | Gick inte vidare | Gick inte vidare |
| Shinobu Kitamoto Mikiko Takeya                          | Damernas K-2 500 m | 1:46.980 | 6 QS      | 1:43.541  | 1 Q       | 1:43.291         | 5                |
| Shinobu Kitamoto Ayaka Kuno Yumiko Suzuki Mikiko Takeya | Damernas K-4 500 m | 1:38.618 | 5 QS      | 1:37.449  | 2 Q       | 1:36.465         | 6                |

## Konstsim
| Idrottare | Gren                | Teknisk rutin | Teknisk rutin | Fri rutin (inledande) | Fri rutin (inledande)  | Fri rutin (inledande) | Fri rutin (final) | Fri rutin (final)      | Fri rutin (final) |
| Idrottare | Gren                | Poäng         | Placering     | Poäng                 | Totalt (teknisk + fri) | Placering             | Placering         | Totalt (teknisk + fri) | Placering         |
| --- | ------------------- | ------------- | ------------- | --------------------- | ---------------------- | --------------------- | ----------------- | ---------------------- | ----------------- |
| Saho Harada Emiko Suzuki | Damernas duett      | 48.250        | 3             | 48.500                | 96.750                 | 3 Q                   | 48.917            | 97.167                 | 3                 |
| Ai Aoki Saho Harada Yumiko Ishiguro Naoko Kawashima Hiromi Kobayashi Erika Komura Ayako Matsumura Emiko Suzuki Masako Tachibana | Damernas lagtävling | 48.167        | 4             | i.u.                  | i.u.                   | i.u.                  | 47.167            | 95.334                 | 5                 |

## Landhockey
Damer
Coach: Yoo Seung-Jin
| 1. Ikuko Okamura (GK) 2. Keiko Miura 3. Mayumi Ono 4. Chie Kimura 5. Rika Komazawa 6. Miyuki Nakagawa 7. Sakae Morimoto 8. Kaori Chiba | 1. Yukari Yamamoto 2. Toshie Tsukui 3. Sachimi Iwao 4. Akemi Kato (c) 5. Tomomi Komori 6. Misaki Ozawa 7. Chinami Kozakura 8. Yuka Yoshikawa (GK) |

Reserver:
1. Hikari Suwa
2. Nichika Urata

Gruppspel
|                | Pld | W | D | L | GF | GA | GD | Pts |
| -------------- | --- | - | - | - | -- | -- | -- | --- |
| Tyskland       | 5   | 4 | 0 | 1 | 12 | 8  | +4 | 12  |
| Argentina      | 5   | 3 | 2 | 0 | 13 | 7  | +6 | 11  |
| Storbritannien | 5   | 2 | 2 | 1 | 7  | 9  | −2 | 8   |
| USA            | 5   | 1 | 3 | 1 | 9  | 8  | +1 | 6   |
| Japan          | 5   | 1 | 1 | 3 | 5  | 7  | −2 | 4   |
| Nya Zeeland    | 5   | 0 | 0 | 5 | 6  | 13 | −7 | 0   |

## Modern femkamp
| Idrottare          | Gren   | Skytte (10 meter luftpistol) | Skytte (10 meter luftpistol) | Skytte (10 meter luftpistol) | Fäktning (värja) | Fäktning (värja) | Fäktning (värja) | Simning (200 m frisim) | Simning (200 m frisim) | Simning (200 m frisim) | Ridsport (hästhoppning) | Ridsport (hästhoppning) | Ridsport (hästhoppning) | Löpning (3000 m) | Löpning (3000 m) | Löpning (3000 m) | Totalpoäng | Slutresultat |
| Idrottare          | Gren   | Poäng                        | Placering                    | MF-poäng                     | Resultat         | Placering        | MF-poäng         | Tid                    | Placering              | MF-poäng               | Straff                  | Placering               | MF-poäng                | Tid              | Placering        | MF-poäng         | Totalpoäng | Slutresultat |
| ------------------ | ------ | ---------------------------- | ---------------------------- | ---------------------------- | ---------------- | ---------------- | ---------------- | ---------------------- | ---------------------- | ---------------------- | ----------------------- | ----------------------- | ----------------------- | ---------------- | ---------------- | ---------------- | ---------- | ------------ |
| Yoshihiro Murakami | Herrar | 181                          | 19                           | 1108                         | 12–23            | 33               | 688              | 2:10,74                | 31                     | 1232                   | 220                     | 21                      | 980                     | 10:56,35         | 36               | 736              | 4744       | 31           |

## Ridsport

### Dressyr
| Idrottare                             | Häst      | Gren                 | Grand Prix | Grand Prix | Grand Prix Special | Grand Prix Special | Grand Prix Fristil | Grand Prix Fristil | Totalt           | Totalt           |
| Idrottare                             | Häst      | Gren                 | Poäng      | Placering  | Poäng              | Placering          | Poäng              | Placering          | Poäng            | Placering        |
| ------------------------------------- | --------- | -------------------- | ---------- | ---------- | ------------------ | ------------------ | ------------------ | ------------------ | ---------------- | ---------------- |
| Hiroshi Hoketsu                       | Whisper   | Individuell dressyr  | 62,542     | 35         | Gick inte vidare   | Gick inte vidare   | Gick inte vidare   | Gick inte vidare   | Gick inte vidare | Gick inte vidare |
| Yuko Kitai                            | Rambo     | Individuell dressyr  | 59,250     | 45         | Gick inte vidare   | Gick inte vidare   | Gick inte vidare   | Gick inte vidare   | Gick inte vidare | Gick inte vidare |
| Mieko Yagi                            | Dow Jones | Individuell dressyr  | 60,167     | 42         | Gick inte vidare   | Gick inte vidare   | Gick inte vidare   | Gick inte vidare   | Gick inte vidare | Gick inte vidare |
| Hiroshi Hoketsu Yuko Kitai Mieko Yagi | Se ovan   | Lagtävling i dressyr | i.u.       | i.u.       | i.u.               | i.u.               | i.u.               | i.u.               | 60,653           | 9                |

### Fälttävlan
| Ryttare       | Häst            | Gren                   | Dressyr | Dressyr   | Terräng | Terräng | Terräng   | Hoppning | Hoppning | Hoppning  | Hoppning         | Hoppning         | Hoppning         | Totalt | Totalt    |
| Ryttare       | Häst            | Gren                   | Dressyr | Dressyr   | Terräng | Terräng | Terräng   | Kval     | Kval     | Kval      | Final            | Final            | Final            | Totalt | Totalt    |
| Ryttare       | Häst            | Gren                   | Straff  | Placering | Straff  | Totalt  | Placering | Straff   | Totalt   | Placering | Straff           | Totalt           | Placering        | Straff | Placering |
| ------------- | --------------- | ---------------------- | ------- | --------- | ------- | ------- | --------- | -------- | -------- | --------- | ---------------- | ---------------- | ---------------- | ------ | --------- |
| Yoshiaki Oiwa | Gorgeous George | Individuell fälttävlan | 52,40   | 40        | 76,40   | 128,80  | 55        | 8,00     | 136,80   | 49        | Gick inte vidare | Gick inte vidare | Gick inte vidare | 136,80 | 49        |

### Hoppning
| Ryttare        | Häst       | Gren                 | Kval     | Kval      | Kval     | Kval     | Kval      | Kval             | Kval             | Kval             | Final            | Final            | Final            | Final            | Final            | Totalt | Totalt    |
| Ryttare        | Häst       | Gren                 | Omgång 1 | Omgång 1  | Omgång 2 | Omgång 2 | Omgång 2  | Omgång 3         | Omgång 3         | Omgång 3         | Omgång A         | Omgång A         | Omgång B         | Omgång B         | Omgång B         | Totalt | Totalt    |
| Ryttare        | Häst       | Gren                 | Straff   | Placering | Straff   | Totalt   | Placering | Straff           | Totalt           | Placering        | Straff           | Placering        | Straff           | Totalt           | Placering        | Straff | Placering |
| -------------- | ---------- | -------------------- | -------- | --------- | -------- | -------- | --------- | ---------------- | ---------------- | ---------------- | ---------------- | ---------------- | ---------------- | ---------------- | ---------------- | ------ | --------- |
| Eiken Sato     | Cayak      | Individuell hoppning | 1        | 14        | 24       | 25       | 51        | Gick inte vidare | Gick inte vidare | Gick inte vidare | Gick inte vidare | Gick inte vidare | Gick inte vidare | Gick inte vidare | Gick inte vidare | 25     | 51        |
| Taizo Sugitani | California | Individuell hoppning | 0        | =1        | 17       | 17       | 37 Q      | 9                | 26               | 37 Q             | 12               | 29               | Gick inte vidare | Gick inte vidare | Gick inte vidare | 12     | 29        |

## Rodd
Herrar
| Idrottare                    | Gren                    | Heat    | Heat      | Återkval | Återkval  | Semifinal | Semifinal | Final   | Final     | Final |
| Idrottare                    | Gren                    | Tid     | Placering | Tid      | Placering | Tid       | Placering | Tid     | Placering |       |
| ---------------------------- | ----------------------- | ------- | --------- | -------- | --------- | --------- | --------- | ------- | --------- | ----- |
| Daisaku Takeda Kazushige Ura | Lättvikts-dubbelsculler | 6:24,21 | 4 R       | 6:43,03  | 3 SC/D    | 6:29,30   | 1 FC      | 6:23,02 | 13        |       |

Damer
| Idrottare                     | Gren          | Heat    | Heat      | Återkval | Återkval  | Semifinal | Semifinal | Final   | Final     | Final |
| Idrottare                     | Gren          | Tid     | Placering | Tid      | Placering | Tid       | Placering | Tid     | Placering |       |
| ----------------------------- | ------------- | ------- | --------- | -------- | --------- | --------- | --------- | ------- | --------- | ----- |
| Akiko Iwamoto Misaki Kumakura | Dubbelsculler | 7:05,67 | 3 R       | 7:30,92  | 3 SA/B    | 7:16,13   | 6 FB      | 7:08,49 | 9         |       |

## Segling
Herrar
| Seglare                     | Gren  | Lopp | Lopp | Lopp | Lopp | Lopp | Lopp | Lopp | Lopp | Lopp | Lopp | Lopp | Summerad poäng | Finalplacering |
| Seglare                     | Gren  | 1    | 2    | 3    | 4    | 5    | 6    | 7    | 8    | 9    | 10   | M*   | Summerad poäng | Finalplacering |
| --------------------------- | ----- | ---- | ---- | ---- | ---- | ---- | ---- | ---- | ---- | ---- | ---- | ---- | -------------- | -------------- |
| Makoto Tomizawa             | RS:X  | 6    | 20   | 6    | 14   | 7    | 23   | 8    | DSQ  | 12   | 2    | 18   | 116            | 10             |
| Yoichi Iijima               | Laser | 36   | 32   | 16   | 17   | 31   | BFD  | 31   | DNF  | 28   | CAN  | EL   | 235            | 35             |
| Tetsuya Matsunaga Taro Ueno | 470   | 1    | 20   | 24   | 13   | 10   | 14   | 1    | 9    | 21   | 4    | 4    | 97             | 7              |

M = Medaljlopp; EL = Eliminerad – gick inte vidare till medaljloppet;
Damer
| Seglare               | Gren | Lopp | Lopp | Lopp | Lopp | Lopp | Lopp | Lopp | Lopp | Lopp | Lopp | Lopp | Summerad poäng | Finalplacering |
| Seglare               | Gren | 1    | 2    | 3    | 4    | 5    | 6    | 7    | 8    | 9    | 10   | M*   | Summerad poäng | Finalplacering |
| --------------------- | ---- | ---- | ---- | ---- | ---- | ---- | ---- | ---- | ---- | ---- | ---- | ---- | -------------- | -------------- |
| Yasuko Kosuge         | RS:X | 9    | 12   | 4    | 17   | 14   | 18   | 18   | 11   | 10   | 7    | EL   | 102            | 13             |
| Naoko Kamata Ai Kondo | 470  | 13   | 15   | 14   | 15   | 14   | 1    | 12   | 10   | 1    | 13   | EL   | 93             | 14             |

M = Medaljlopp; EL = Eliminerad – gick inte vidare till medaljloppet;
Öppen
| Seglare                      | Gren | Lopp | Lopp | Lopp | Lopp | Lopp | Lopp | Lopp | Lopp | Lopp | Lopp | Lopp | Lopp | Lopp | Lopp | Lopp | Lopp | Summerad poäng | Finalplacering |
| Seglare                      | Gren | 1    | 2    | 3    | 4    | 5    | 6    | 7    | 8    | 9    | 10   | 11   | 12   | 13   | 14   | 15   | M*   | Summerad poäng | Finalplacering |
| ---------------------------- | ---- | ---- | ---- | ---- | ---- | ---- | ---- | ---- | ---- | ---- | ---- | ---- | ---- | ---- | ---- | ---- | ---- | -------------- | -------------- |
| Akira Ishibashi Yukio Makino | 49er | 8    | 17   | 3    | 13   | 8    | 12   | 8    | 9    | 17   | 6    | 14   | 5    | CAN  | CAN  | CAN  | EL   | 103            | 12             |

M = Medaljlopp; EL = Eliminerad – gick inte vidare till medaljloppet;

## Simning
- Huvudartikel: Simning vid olympiska sommarspelen 2008

## Simhopp
Herrar
| Idrottare    | Gren | Kval   | Kval      | Semifinal | Semifinal | Final  | Final     |
| Idrottare    | Gren | Poäng  | Placering | Poäng     | Placering | Poäng  | Placering |
| ------------ | ---- | ------ | --------- | --------- | --------- | ------ | --------- |
| Ken Terauchi | 3 m  | 452,80 | 10 Q      | 478,25    | 7 Q       | 442,50 | 11        |

Damer
| Idrottare    | Gren | Kval   | Kval      | Semifinal | Semifinal | Final  | Final     |
| Idrottare    | Gren | Poäng  | Placering | Poäng     | Placering | Poäng  | Placering |
| ------------ | ---- | ------ | --------- | --------- | --------- | ------ | --------- |
| Mai Nakagawa | 10 m | 331,40 | 9 Q       | 314,60    | 10 Q      | 296,30 | 11        |

## Skytte
- Huvudartikel: Skytte vid olympiska sommarspelen 2008

## Softboll
De bästa fyra lagen gick vidare till semifinalen.
Alla tider är kinesisk tid (UTC+8)
| Lag              | Vinster | Förluster | RS | RA | WIN%  | GB | Tiebreaker      |
| ---------------- | ------- | --------- | -- | -- | ----- | -- | --------------- |
| USA              | 7       | 0         | 53 | 1  | 1,000 | -  | -               |
| Japan            | 6       | 1         | 23 | 13 | ,857  | 1  | -               |
| Australien       | 5       | 2         | 30 | 11 | ,714  | 2  | -               |
| Kanada           | 3       | 4         | 17 | 23 | ,429  | 4  | -               |
| Kinesiska Taipei | 2       | 5         | 10 | 23 | ,286  | 5  | 2-0 mot CHN/VEN |
| Kina             | 2       | 5         | 19 | 21 | ,286  | 5  | 1-1 mot TPE/VEN |
| Venezuela        | 2       | 5         | 15 | 35 | ,286  | 5  | 0-2 mot CHN/TPE |
| Nederländerna    | 1       | 6         | 8  | 48 | ,143  | 6  | -               |

Slutspel
|  | Semifinaler | Semifinaler | Semifinaler |   |  | Bronsmatch | Bronsmatch | Bronsmatch |  |   | Final | Final | Final |
|  |             |             |             |   |  |            |            |            |  |   |       |       |       |
|  | 1           | USA         | 4           |   |  |            |            |            |  |   |       |       |       |
|  | 2           | Japan       | 1           |   |  |            |            |            |  |   | 1     | USA   | 1     |
|  |             |             |             |   |  | 3          | Australien | 3          |  | 2 | Japan | 3     |       |
|  |             | 2           | Japan       | 4 |  |            |            |            |  |   |       |       |       |
|  | 3           | Australien  | 5           |   |  |            |            |            |  |   |       |       |       |
|  | 4           | Kanada      | 3           |   |  |            |            |            |  |   |       |       |       |

## Taekwondo
| Idrottare      | Gren            | Åttondelsfinaler            | Kvartsfinaler        | Semifinaer           | Återkval             | Bronsmatch           | Final                | Final            |
| Idrottare      | Gren            | Motståndare Resultat        | Motståndare Resultat | Motståndare Resultat | Motståndare Resultat | Motståndare Resultat | Motståndare Resultat | Placering        |
| -------------- | --------------- | --------------------------- | -------------------- | -------------------- | -------------------- | -------------------- | -------------------- | ---------------- |
| Yoriko Okamoto | Damernas −67 kg | Benabderrassoul (MAR) L 0–2 | Gick inte vidare     | Gick inte vidare     | Gick inte vidare     | Gick inte vidare     | Gick inte vidare     | Gick inte vidare |

## Tennis
| Spelare                  | Gren       | Omgång 1                             | Omgång 2                      | Åttondelsfinaler                         | Kvartsfinaler     | Semifinaler       | Final / BM        | Final / BM       |
| Spelare                  | Gren       | Motståndare Poäng                    | Motståndare Poäng             | Motståndare Poäng                        | Motståndare Poäng | Motståndare Poäng | Motståndare Poäng | Placering        |
| ------------------------ | ---------- | ------------------------------------ | ----------------------------- | ---------------------------------------- | ----------------- | ----------------- | ----------------- | ---------------- |
| Kei Nishikori            | Herrsingel | Schüttler (GER) L 4–6, 7–6(7–5), 3–6 | Gick inte vidare              | Gick inte vidare                         | Gick inte vidare  | Gick inte vidare  | Gick inte vidare  | Gick inte vidare |
| Ayumi Morita             | Damsingel  | Erakovic (NZL) W 5–7, 7–6(9–7), 6–4  | Li N (CHN) L 2–6, 5–7         | Gick inte vidare                         | Gick inte vidare  | Gick inte vidare  | Gick inte vidare  | Gick inte vidare |
| Ai Sugiyama              | Damsingel  | Hantuchová (SVK) L 2–6, 5–7          | Gick inte vidare              | Gick inte vidare                         | Gick inte vidare  | Gick inte vidare  | Gick inte vidare  | Gick inte vidare |
| Ayumi Morita Ai Sugiyama | Damdubbel  | i.u.                                 | Arn / Szávay (HUN) W 6–3, 6–3 | S Williams / V Williams (USA) L 5–7, 2–6 | Gick inte vidare  | Gick inte vidare  | Gick inte vidare  | Gick inte vidare |

## Triathlon
| Triathlet        | Gren                | Simning (1,5 km) | Trans 1 | Cykling (40 km) | Trans 2 | Löpning (10 km) | Total tid  | Placering |
| ---------------- | ------------------- | ---------------- | ------- | --------------- | ------- | --------------- | ---------- | --------- |
| Hirokatsu Tayama | Herrarnas triathlon | 18:04            | 0:30    | 59:12           | 0:29    | 37:58           | 1:56:13,68 | 48        |
| Ryosuke Yamamoto | Herrarnas triathlon | 18:27            | 0:26    | 58:53           | 0:29    | 33:56           | 1:52:11,98 | 30        |
| Juri Ide         | Damernas triathlon  | 19:50            | 0:29    | 1:04:24         | 0:35    | 35:05           | 2:00:23,77 | 5         |
| Kiyomi Niwata    | Damernas triathlon  | 19:56            | 0:34    | 1:04:14         | 0:31    | 35:36           | 2:00:51,85 | 9         |
| Ai Ueda          | Damernas triathlon  | 20:17            | 0:29    | 1:03:56         | 0:28    | 37:09           | 2:02:19,09 | 17        |

## Tyngdlyftning
- Huvudartikel: Tyngdlyftning vid olympiska sommarspelen 2008

## Volleyboll
- Huvudartikel: Volleyboll vid olympiska sommarspelen 2008